# Ignacio de Santibáñez
Frai Ignacio de Santibáñez (1512, Santibáñez-Zarzaguda, Burgos - † 1598, Manila, Filipines) fou un sacerdot catòlic espanyol de l'Orde de Frares Menors i primer arquebisbe de Manila.

## Biografia
Obtingué fama de bon orador, essent nomenat confessor de Felip II de Castella. Presentat per a arquebisbe de Manila, passà al Virregnat de Nova Espanya, on es consagrà l'any 1596, prenent possessió de la càtedra el 28 de maig del 1598.
Immediatament erigí en metropolitana aquesta diòcesi i com a sufragenis seus els obispats de Nova Càceres, Nova Segòvia i Cebú, en virtut de breu del Papa Climent VIII el 14 d'agost del 1595.

## Filipines
Dos anys més tard arribà a les Filipines. El 28 de maig del 1598 Santibáñez es reuní a la colònia filipina, trobant una diòcesi descuidada. El 24 de juny envià una carta al monarca assenyalant la manca de compromís i interès entre els laics, així com la forma tirànica de governar de Francisco Tello de Guzmán, proposant-ne el relleu. Comenta també com la immigració de xinesos era desastrosa i dolenta per a la moral de la gent del lloc, per la qual cosa havia de ser frenada.
Durant el seu breu mandat queda restablerta la Inquisició. En una segona carta de data del 26 de juliol torna a queixar-se del governador general, sol·licitant al rei que tornés a la península, atès que no podia conviure amb Tello.
Començà a governar amb molt de zel i encert, però morí de disenteria el 14 d'agost del 1598. Li succeí Miguel de Benavides i Añoza.